# Aerobryopsis fuscescens
Aerobryopsis fuscescens là một loài Rêu trong họ Meteoriaceae. Loài này được (E.B. Bartram) M. Menzel miêu tả khoa học đầu tiên năm 1992.